# 盲蚕科
盲蚕科，一名盲蠕科，是葉鬚蟲目之下的一个亞目地位未定的科。

## 下属分类
本科包括以下属：
- Acicularia Langerhans, 1877
- Nuchubranchia Treadwell, 1928
- Plotobia Chamberlin, 1919
- 箭蚕属 Sagitella Wagner, 1872
- 瘤蚕属 Travisiopsis Levinsen, 1885
- 盲蚕属 Typhloscolex Busch, 1851